# Helicteres
Helicteres is een geslacht uit de kaasjeskruidfamilie (Malvaceae). De soorten uit het geslacht komen voor op het Amerikaanse Continent, in (sub)tropisch Azië en in Australië.

## Soorten
- Helicteres andersonii Cristóbal
- Helicteres angustifolia L.
- Helicteres aspera A.St.-Hil. & Naudin
- Helicteres baruensis Jacq.
- Helicteres biflexa Cristóbal
- Helicteres brevispira A.Juss.
- Helicteres calcicola Alain
- Helicteres cana (Schott & Endl.) Benth.
- Helicteres carthagenensis Jacq.
- Helicteres cidii Cristóbal
- Helicteres corylifolia Nees & Mart.
- Helicteres cuneata K.Schum.
- Helicteres darwinensis Cowie
- Helicteres denticulenta Cristóbal
- Helicteres eichleri K.Schum.
- Helicteres eitenii Leane
- Helicteres elliptica Tardieu
- Helicteres elongata Wall. ex Mast.
- Helicteres flagellaris (Benth.) Cowie
- Helicteres gardneriana A.St.-Hil. & Naudin
- Helicteres geoffrayi Gagnep.
- Helicteres glabriuscula Wall. ex Mast.
- Helicteres guazumifolia Kunth
- Helicteres heptandra L.B.Sm.
- Helicteres hirsuta Lour.
- Helicteres integerrima Korth.
- Helicteres integrifolia (F.Muell.) Cowie
- Helicteres isora L.
- Helicteres jamaicensis Jacq.
- Helicteres javensis Blume
- Helicteres kombolgiana Cowie
- Helicteres krapovickasii Cristóbal
- Helicteres laciniosa Cristóbal
- Helicteres lanata (Teijsm. & Binn.) Kurz
- Helicteres lanceolata A.DC.
- Helicteres lenta Mart.
- Helicteres lhotzkyana (Schott & Endl.) K.Schum.
- Helicteres longipedunculata K.Schum.
- Helicteres macropetala A.Juss.
- Helicteres macrothrix Cowie
- Helicteres microcarpa Span.
- Helicteres muscosa Mart.
- Helicteres obtusa Wall. ex Kurz
- Helicteres ovata Lam.
- Helicteres pentandra L.
- Helicteres pilgeri R.E.Fr.
- Helicteres pintonis Cristóbal
- Helicteres plebeia Kurz
- Helicteres poilanei Tardieu
- Helicteres procumbens (Benth.) Cowie
- Helicteres prostrata S.Y.Liu
- Helicteres rekoi Standl.
- Helicteres rhynchocarpa W.Fitzg.
- Helicteres sacarolha A.Juss.
- Helicteres semiglabra (F.Muell.) F.Muell. ex F.M.Bailey
- Helicteres semitriloba Bertero ex DC.
- Helicteres serpens Cowie
- Helicteres sphaerotheca Cowie
- Helicteres sundaica G.Don
- Helicteres tenuipila Cowie
- Helicteres trapezifolia A.Rich.
- Helicteres urupaensis Leane
- Helicteres vallsii Cristóbal
- Helicteres vegae Cristóbal
- Helicteres velutina K.Schum.
- Helicteres viscida Blume
- Helicteres vuarame Mart.

... · 
Abelmoschus · 
Abroma · 
Abutilon · 
Acaulimalva · 
Acropogon · 
Akrosida · 
Allosidastrum · 
Allowissadula · 
Apeiba · 
Ayenia · 
Bakeridesia · 
Adansonia (Baobab) · 
Alcea · 
Althaea (Heemst) · 
Anisodontea · 
Anoda · 
Argyrodendron · 
Bastardia · 
Berrya · 
Bombax · 
Brachychiton · 
Brownlowia · 
Burretiodendron · 
Byttneria · 
Callirhoe · 
Carpodiptera · 
Cavanillesia · 
Ceiba · 
Chiranthodendron · 
(Chorisia) · 
Cola · 
Colona · 
Commersonia · 
Corchorus · 
Craigia · 
Cristaria · 
Cullenia · 
Diplodiscus · 
Dombeya · 
Duboscia · 
Durio · 
Entelea · 
Eremalche · 
Eriolaena · 
Eriotheca · 
Firmiana · 
Franciscodendron · 
Fremontodendron · 
Fuertesimalva · 
Glyphaea · 
Gossypium (Katoenplant) · 
Grewia · 
Guichenotia · 
Gynatrix · 
Gyranthera · 
Hampea · 
Hannafordia · 
Helicteres · 
Heliocarpus · 
Herissantia · 
Heritiera · 
Hermannia · 
Hibiscadelphus · 
Hibiscus · 
Hildegardia · 
Hoheria · 
Horsfordia · 
Howittia · 
Huberodendron · 
Iliamna · 
Keraudrenia · 
Kleinhovia · 
Kokia · 
Kosteletzkya · 
Kostermansia · 
Kydia · 
Lagunaria · 
Lasiopetalum · 
Lavatera · 
Lawrencia · 
Lebronnecia · 
Luehea · 
Lysiosepalum · 
Macrostelia · 
Malacothamnus · 
Malope · 
Malva (Kaasjeskruid) · 
Malvaviscus · 
Malvella · 
Matisia · 
Megistostegium · 
Melhania · 
Melochia · 
Microcos · 
Nayariophyton · 
Nesogordonia · 
Ochroma · 
Pachira · 
Palaua · 
Pavonia · 
Pentace · 
Pentaplaris · 
Phragmotheca · 
Phymosia · 
Pseudobombax · 
Pterospermum · 
Pterygota · 
Quararibea · 
Radyera · 
Reevesia · 
Rhodognaphalon · 
Robinsonella · 
Rulingia · 
Scaphium · 
Scaphopetalum · 
Schoutenia · 
Scleronema · 
Senra · 
Sida · 
Sidalcea · 
Sparrmannia · 
Sphaeralcea · 
Sterculia · 
Symphyochlamys · 
Talipariti · 
Theobroma · 
Thespesia · 
Thomasia · 
Tilia (Linde) · 
Triplochiton · 
Triumfetta · 
Trochetia · 
Trochetiopsis · 
Urena · 
Waltheria · 
Wercklea · 
Wissadula · 
...